# Porphyrophora villosa
Porphyrophora villosa är en insektsart som beskrevs av Danzig 1972. Porphyrophora villosa ingår i släktet Porphyrophora och familjen pärlsköldlöss. Inga underarter finns listade i Catalogue of Life.